# Tołwin
Tołwin – wieś w Polsce położona w województwie podlaskim, w powiecie siemiatyckim, w gminie Siemiatycze.
| SIMC    | Nazwa             | Rodzaj      |
| ------- | ----------------- | ----------- |
| 1012413 | Glinnik           | część wsi   |
| 1012436 | Mielnicki Brzeg   | część wsi   |
| 1012459 | Siemiatycki Brzeg | osada leśna |
| 1066596 | Żurobice          | część wsi   |

W latach 1975–1998 miejscowość administracyjnie należała do województwa białostockiego.
Według Powszechnego Spisu Ludności z 1921 roku wieś zamieszkiwało 360 osób, wśród których 330 było wyznania rzymskokatolickiego, 8 prawosławnego a 22 mojżeszowego. Jednocześnie 331 mieszkańców zadeklarowało polską przynależność narodową, 7 białoruską a 22 żydowską. Było tu 55 budynków mieszkalnych.
Wierni kościoła rzymskokatolickiego należą do parafii Trójcy Przenajświętszej w Dziadkowicach.